# Toni Hellmuth
Toni Hellmuth (* 21. Mai 1990 in Berlin) ist ein deutscher Volleyball- und Beachvolleyballspieler.

## Karriere Halle
Hellmuth begann 1999 mit dem Hallenvolleyball in der Talentschmiede des SCC Berlin. Dort gewann er unter anderem an der Seite von Denis Kaliberda zwei Goldmedaillen bei den Deutschen Jugendmeisterschaften. Seit 2009 spielte er als Mittelblocker beim SV Lindow/Gransee in der 2. Bundesliga Nord. Nach dem Abstieg 2012 gelang Hellmuth mit dem Verein der sofortige Wiederaufstieg und 2015 die Meisterschaft der 2. Bundesliga Nord. 2018 beendete er seine Volleyball-Karriere.

## Karriere Beach
2005 begann Hellmuth mit dem Beachvolleyball. Mit seinem langjährigen Partner Lars Flüggen konnte er sowohl auf den Deutschen Jugendmeisterschaften viele Podestplatzierungen als auch auf der Smart Beach Tour einige Erfolge erzielen. 2010 erreichten sie als damals 20-Jährige bei den Deutschen Meisterschaften am Timmendorfer Strand den 13. Platz. Im selben Jahr erreichten sie auf der U21-WM in Alanya/Türkei nach einem souveränen Gruppensieg mit drei Siegen in drei Spielen die zweite Runde der K.O.-Runde. Nach einer 1:2-Niederlage gegen die Costa Ricaner Julio Alvarez / Luis Raul Sandoval stand am Ende der neunte Platz zu Buche.
2011 bildete Hellmuth ein neues Duo mit Jannis Ulke. Aufgrund einer langfristigen Verletzung Ulkes wechselte Hellmuth in der Mitte der Saison 2012 und spielte seitdem mit dem U19-Weltmeister von 2006, Marvin Klass, mit dem er allerdings nicht die Deutschen Meisterschaften 2012 erreichen konnte.
Die Saison 2013 war für Hellmuth die bis dahin erfolgreichste. Gemeinsam mit Klass konnte er einige wichtige Erfolge auf dem Weg zu den Deutschen Meisterschaften einspielen, wie z. B. den fünften Platz beim Supercup in Hamburg, wo sie u. a. die ehemaligen Deutschen Vizemeister Andrae/Popp sowie den ehemaligen brasilianischen Vizeweltmeister Harley Marques besiegen konnten. Bei seinen zweiten Deutschen Meisterschaften erreichte Hellmuth erneut den 13. Platz.
2014 konnte Hellmuth in einer von Partnerwechseln geprägten Saison seine bislang größten Erfolge feiern. Zunächst fand er in Clemens Wickler einen neuen Partner, der aber nach dem verletzungsbedingten Karriereende von Olympiasieger Julius Brink als Brinks Ersatz an der Seite von Armin Dollinger ein neues Perspektiv-Duo für Olympia 2016 bildete. Mit Wito Krüger, der am Bundesstützpunkt Beachvolleyball in Berlin in derselben Trainingsgruppe trainierte, landete er als Qualifikant mit dem fünften Platz bei dem smart beach Cup in Köln einen ersten Überraschungserfolg. Gemeinsam mit Max Betzien erreichte er beim Supercup in Kühlungsborn, wo man u. a. gegen das an Position zwei gesetzte Nationalteam Walkenhorst/Windscheif gewann, den dritten Platz und qualifizierte sich für die Deutschen Meisterschaften. Bei seinen dritten Deutschen Meisterschaften gelang Hellmuth sein erster Sieg und erreichte damit den neunten Platz.
2015 und 2016 spielte Hellmuth an der Seite von Eric Stadie. Bei den Deutschen Meisterschaften belegten sie jeweils Platz neun. In seiner letzten aktiven Saison war Lucas Mäurer 2017 Hellmuths Partner auf nationalen Turnieren.
Seit Oktober 2018 ist Hellmuth Beachtrainer beim Volleyball-Verband Berlin.